# Phlogophora triangula
Phlogophora triangula là một loài bướm đêm trong họ Noctuidae.